# Jan Vobejda
Jan Vobejda (* 2. ledna 1995 v Hradci Králové) je český fotbalový záložník, od května 2015 působící v A-týmu FC Hradec Králové.

## Klubová kariéra
Svoji fotbalovou kariéru začal v klubu FC Hradec Králové, kde se v průběhu sezony 2014/15 propracoval do prvního mužstva. V A-mužstvu debutoval v 1. české lize 30. května 2015 v utkání 30. kola proti FK Teplice (výhra 3:1), odehrál celý zápas. Na jaře 2015 sestoupil s Hradcem do druhé nejvyšší soutěže.